# Cantonul Le Mans-Est-Campagne
Cantonul Le Mans-Est-Campagne este un canton din arondismentul Le Mans, departamentul Sarthe, regiunea Pays de la Loire, Franța.

## Comune
| Comune                                                                                | Populație (1999) | Cod poștal | Cod INSEE |
| ------------------------------------------------------------------------------------- | ---------------- | ---------- | --------- |
| Challes                                                                               | ...              | 72250      | 72053     |
| Changé                                                                                | ...              | 72560      | 72058     |
| Le Mans                                                                               | ... (1)          | 72000      | 72181     |
| Parigné-l'Évêque                                                                      | ...              | 72250      | 72231     |
| Sargé-lès-le-Mans                                                                     | ...              | 72190      | 72328     |
| Savigné-l'Évêque                                                                      | ...              | 72460      | 72329     |
| Yvré-l'Évêque                                                                         | ...              | 72530      | 72386     |
| (1) La fraction de commune située sur ce canton (population municipale totale : ...). |                  |            |           |